# Gamma Ophiuchi
Gamma Ophiuchi (γ Ophiuchi/ γ Oph/ 62 Ophiuchi), talvolta definita Al Durajah, è una stella della costellazione dell'Ofiuco di magnitudine apparente +3,75. Dista dalla Terra 95 anni luce.

## Osservazione
Si tratta di una stella situata nell'emisfero boreale celeste, ma molto in prossimità dell'equatore celeste; ciò comporta che possa essere osservata da tutte le regioni abitate della Terra senza alcuna difficoltà e che sia invisibile soltanto nelle aree più interne del continente antartico. Nell'emisfero nord invece appare circumpolare solo molto oltre il circolo polare artico.
Essendo di magnitudine +3,75, la si può osservare anche dai piccoli centri urbani senza difficoltà, sebbene un cielo non eccessivamente inquinato sia maggiormente indicato per la sua individuazione.
Il periodo migliore per la sua osservazione nel cielo serale ricade nei mesi compresi fra maggio e settembre; da entrambi gli emisferi il periodo di visibilità rimane indicativamente lo stesso, grazie alla posizione della stella non lontana dall'equatore celeste.

## Caratteristiche
Gamma Ophiuchi è una stella bianca di sequenza principale di classe spettrale A0 V. Diversi studi affermano che la temperatura effettiva di questa stella va da un minimo di 8750 a un massimo di 9500 K, ruota su se stessa molto velocemente (almeno 210 km/s), circa 105 volte più velocemente del Sole.
Possiede una metallicità (ovvero l'abbondanza adimensionale di elementi più pesanti dell'idrogeno e dell'elio) paragonabile a quella del Sole e una massa compresa tra 2,2 e 2,9 masse solari; è una stella relativamente giovane, con un'età stimata in circa 184 milioni di anni.

## Disco circumstellare
Gamma Ophiuchi mostra un'emissione eccessiva rispetto alle stelle della sua classe nell'infrarosso, alle lunghezze d'onda di 24 e 70 micron, dovuta alla presenza di un disco circumstellare di polveri attorno ad essa: le immagini del disco, risolto ad entrambe le lunghezze d'onda dal Telescopio Spaziale Spitzer, mostrano che questo ha un raggio esterno che misura circa 520 UA a 70 micron e di ≥ 260 UA a 24 micron.
La struttura principale del disco è inclinata di circa 55° sul piano del cielo. Il raggio interno sembra trovarsi a sole 10 UA dalla stella.